# Christophe Thretius
Christophe Thretius, aussi écrit Krzysztof Trecy, Krzysztof Trecius, Krzysztof Thretzy (Trecjusz, Tretko), Christophorus Trecius en latin, est un humaniste protestant réformé polonais, né vers 1530, et mort en 1591.

## Biographie
Christophe Thretius naît vers 1530 à proximité de Cracovie. Il est aidé dans sa jeunesse par Jarosz Łaski, frère de Jan Łaski. Trecy fréquente d'abord l'école locale de Kieżmark, dans la région alors polonaise de Spisz où il apprend des rudiments de latin et d'allemand. Après la mort de Jarosz Łaski il s'installe à Cracovie. Il étudie à l'université de Cracovie en 1547.
En 1556, Christophe Thretius est précepteur du jeune Polonais Stanislas Prädborius Koniecpolski à l'université de Wittenberg, en 1556. Il va ensuite à Strasbourg et visite l'école alors célèbre de Jean Sturm. Il retourne en Pologne via Bâle et Zurich où il rencontre des théologiens réformés suisses et devient leur disciple[réf. souhaitée].
Le 8 mars 1557, dans un appel « aux nobles et révérends maîtres polonais qui professent de purs enseignements évangéliques » Calvin écrit : « Je n'ai pas besoin d'exposer combien est nuisible le fléau de la discorde. Après tout, vous savez que la pérennité de l'Église ne réside pas seulement dans l'unité de la religion mais aussi dans un accord fraternel ...Nous devrions nous rencontrer et prendre en compte avec empressement toute circonstance qui pourrait nous amener à un accord »[réf. souhaitée].
Le 17 septembre 1560, Christophe Thretius est chargé par le synode de Książ (Xions) de l'Église de Petite-Pologne et Francesco Lismanini d'apporter à Zurich et Genève des documents concernant la théorie de Francesco Stancaro selon laquelle le Christ n'est médiateur que par sa nature humaine pour obtenir une confirmation de l'avis de théologiens suisses et de Calvin. Calvin confirme par écrit la condamnation de la thèse de Stancaro le 26 février 1561. Thretius arrive à Zurich avec deux jeunes nobles polonais, Stanislas et André Cikowski, fils du châtelain de Biecz, recommandés par Lismanini, et leur pédagogue Laurentius Zemlinius. Heinrich Bullinger recommande Thretius à Jean Calvin, dans une lettre datée de Zurich, le 17 mai 1561. Il poursuit alors sa formation en Suisse sous la direction de Bullinger avant de revenir en Pologne pour  y enseigner la doctrine protestante réformée. Thretius accompagne Théodore de Bèze au colloque de Poissy avant de revenir à Genève en octobre 1561. Il séjourne à Genève jusqu'en 1564 où il se lie d'amitié avec Charles de Jonvillier. Il étudie la théologie sous la direction de Calvin. Le 6 mai 1563, Thetius quitte Zurich pour l'Allemagne. Il se rend à la foire de Francfort pour y acheter des livres des Pères de l'Église afin d'étayer les thèses orthodoxes. Le 17 septembre 1563, Thretius écrit à Théodore de Bèze installé maintenant à Genève pour lui donner des nouvelles de Pologne et demander à Calvin et à Bèze de continuer à écrire aux seigneurs polonais à suite[pas clair] de la Brevis admonitio et l' Epistola envoyées à l'église polonaise. Il l'informe sur les antitrinitaires Gian Paolo Alciati parti en Hongrie, Giovanni Valentino Gentile, en Valachie. Il lui fait parvenir un texte de Grzegorz Paweł (Gregorius Pauli) de Brzeziny.
Il quitte Genève pour la Pologne à la mi-janvier 1564. Le 7 août 1564, s'ouvre la diète à Parczew. Le roi Sigismond II Auguste adopte les décrets du concile de Trente et accorde en la liberté religieuse aux nobles mais un édit expulse du territoire polonais tous les non-catholiques étrangers.
À son retour en Pologne, Thretius fonde en 1564 un gymnase protestant à Cracovie donnant un enseignement des humanités et religieux. Jean Thenaud y est professeur. Christophe Thretius donne des cours de théologie dans la dernière classe. Il participe à la diète tenue le 22 février 1565 à Piotrkow (Petrikau). Elle est suivie d'un colloque réunissant à Bełżyce les délégués des diverses tendance de l'Église polonaise pour une tentative de résoudre la crise qui déchire l'Église réformée de Pologne. Ce colloque est un échec et conduit la division de l'Église entre les calvinistes de l' Ecclesia major et les antitrinitaires de l' Ecclesia minor. Il écrit une lettre à Théodore de Bèze le 7 mai 1565 apportée par Jean Thenaud pour l'informer de la situation de l'Église polonaise et pour lui demander de réfuter les thèses de Gentile et Horus. Dans une lettre écrite à Théodore de Bèze, datée du 1er août 1565, perdue, il lui dénonce les erreurs de Pierre Statorius. Bèze lui répond le 1er novembre. Dans sa lettre du 12 juillet 1566, Thretius informe Théodore de Bèze de l'état de l'église polonaise divisée et l'informe qu'il a fait imprimer la lettre de Bèze au prince Radziwill pour encourager le roi à promulguer un édit bannissant les antitrinitaires, les anabaptiste et autres hérétiques, et lui fait part de ses inquiétudes sur la situation de la Pologne dans la guerre de Livonie. En 1566, le roi donne un édit condamnant ceux qui rebaptisent après la diète de Lublin de 1566.
En 1569, Tretius accompagne le gouverneur de Myszków à la diète de Lublin où le roi annonce que les questions de religions doivent être traitées par la diète. L'Église de Petite-Pologne n'a pas formulé de déclaration de foi. Christophe Thretius a alors entrepris la traduction en polonais de la deuxième Confession de foi helvétique (en latin Confessio Helvetica Posterior). En 1570 se déroule le synode de Sandomierz. Le 14 février, les réformés calvinistes, luthériens et frères tchèques adhérent à la même profession de foi dite du synode de Sandomierz. La Confession de Sandomierz est alors donnée au roi,.
En 1572, au moment de la préparation de l'élection qui permetttra à Henri de Valois de devenir roi de Pologne, des relations s'établissent avec les huguenots français après le massacre de la Saint-Barthélemy. Jean Thenaud et Christophe Thretius vont s'engager contre cette élection. Pour contrer cette opposition, la cour de France envoie le diplomate Schomberg auprès des protestants allemands pour les rassurer et leur demander d'appuyer la candidature d'Henri de Valois auprès des nobles polonais protestants. Jean de Monluc est envoyé comme ambassadeur en Pologne pour négocier. Thretius obtient le soutien de Firlej, palatin de Cracovie, mais Pierre Zborowski, seigneur calviniste de la Petite-Pologne continue à soutenir la candidature d'Henri de Valois. Le 4 mai 1573, les plénipotentiaires français signent à Płock une convention en neuf articles au profit de la confession calviniste appelée Postulata polonica. Henri de Valois est élu le 11 mai 1573. Pour lui permettre d'aller en Pologne, le siège de La Rochelle est levé. Le 21 février 1574, Henri de Valois est couronné roi de Pologne.
En juin 1574, Thretius est en Saxe. Bien que Theodor Wotschke écrive qu'il[Qui ?] ne connaissait pas le but de ce voyage, il peut être rattaché[Interprétation personnelle ?] aux événements de Saxe qui ont résulté  de la volonté d'une union des luthériens allemands pour revenir à la pure doctrine de Luther qui aurait été déviée par les philippistes proches des calvinistes de la Saxe électorale et entraîne le bannissement des crypto-calvinistes de la Saxe ducale[source insuffisante]. Thretius est aussi à Heidelberg pour voir comment aider les calvinistes saxons. Il y rencontre Théodore de Bèze et discute avec lui de la situation politique en Pologne après la fuite d'Henri de Valois en juin pour revenir en France. Il y a peut-être des discussions sur une possible candidature de Guillaume d'Orange au trône de Pologne, ce qui expliquerait la présence de Philippe de Marnix de Sainte-Aldegonde à Cracovie. Il est à Strasbourg puis à Zurich à la fin août 1574. Théodore de Bèze écrit à Thretius mi-juin 1574 (lettre 1072 de la Correspondance, tome XV) pour lui décrire l'état de la France. En septembre 1575 il est de nouveau à Genève où il demeure jusqu'au 6 octobre. Il s'est alors entretenu avec Théodore de Bèze de la situation politique. C'est son dernier séjour à Genève. En 1576, il fait un nouveau voyage en Allemagne, mais après Bâle, fatigué, il préfère continuer son voyage en voiture vers Strasbourg, Heidelberg et Nuremberg avant de revenir à Cracovie.
Christophe Thretius est délégué par l'Église polonaise à l'assemblée de Francfort qui s'est tenue le 27 et 28 septembre 1577.
Thretius écrit de Breslau à Théodore de Bèze le 12 septembre 1579 qui lui répond de Genève le 21 octobre. Il est secrétaire royal, anobli en 1580.